# حكومة جراد الأولى
حكومة عبد العزيز جراد حكومة جزائرية كُلّف برئاستها الوزير الأول عبد العزيز جراد الذي عيّنهُ رئيس الجمهورية عبد المجيد تبون في 28 ديسمبر 2019.
أُعلن عن تشكيلة الحكومة في 2 يناير 2020.

## أعضاء الحكومة
ضمت الحكومة الجديدة وزراء سابقين وشخصيات معروفة وأكاديميين أصغرهم سنا الوزير المنتدب بالمؤسسات الناشئة ياسين وليد. تتكون الحكومة من 28 وزيرا (منهم 5 نساء) و7 وزراء منتدبين و4 كتاب دولة:
الوزراء
- رئيس الجمهورية وزير الدفاع الوطني : عبد المجيد تبون
- وزيرا للشؤون الخارجية: صبري بوقادوم
- وزيرا للداخلية: كمال بلجود
- وزيرا للعدل: بلقاسم زغماتي
- وزيرا للمالية: عبد الرحمان راوية
- وزيرا للطاقة: محمد عرقاب
- وزيرا للمجاهدين: الطيب زيتوني
- وزيرا للشؤون الدينية: يوسف بلمهدي
- وزيرا للتعليم العالي والبحث العلمي: شمس الدين شيتور
- وزيرة للتكوين المهني والتمهين: هيام بن فريحة
- وزيرا للشباب والرياضة: سيد علي خالدي
- وزيرة للثقافة: مليكة بن دودة
- وزيرة للتضامن: كوثر كريكو
- وزيرا للفلاحة : شريف عماري
- وزيرا للتجارة: كمال رزيق
- وزيرا للموارد المائية: براقي أرزقي
- وزيرا للصحة: عبد الرحمان بن بوزيد
- وزيرا للعلاقات مع البرلمان: بسمة عزوار
- وزيرا للصيد البحري: سيد أحمد فروخي
- وزيرا للصناعة: فرحات آيت علي
- وزيرا للتربية: محمد واجعوط
- وزيرا للبريد والاتصالات السلكية واللاسلكية: إبراهيم بومزار
- وزيرا للسكن والعمران والمدينة: كمال ناصري
- وزيرا للاتصال الناطق الرسمي للحكومة: عمار بلحيمر
- وزيرا الأشغال العمومية والنقل: فاروق شيالي
- وزيرا للسياحة: حسن مرموري
- وزيرا للعمل والتشغيل والضمان الاجتماعي: أحمد شوقي فؤاد عاشق يوسف
- وزيرة للبيئة والطاقات المتجددة: نصيرة بن حراث
- وزيرا للمؤسسات الصغيرة والناشئة واقتصاد المعرفة: ياسين جريدان

الوزراء المنتدبون
- وزيرا منتدبا مكلفا بالإحصائيات والاستشراف: بشير مصيطفى
- وزيرا منتدبا مكلفا بالفلاحة الصحراوية: فؤاد شحات
- وزيرا منتدبا مكلفا بالتجارة الخارجية: عيسى بكاي
- وزيرا منتدبا مكلفا بالصناعة الصيدلانية: عبد الرحمان لطفي
- وزيرا منتدبا مكلفا بالبيئة الصحراوية: آل سيد الشيخ حمزة
- وزيرا منتدبا مكلفا بالحاضنات: نسيم ضيافات
- وزيرا منتدبا مكلفا بالمؤسسات الناشئة: ياسين وليد

كتاب الدولة
- كاتبا للدولة مكلفا بالجالية والكفاءات في الخارج: رشيد بلادهان
- كاتبا للدولة مكلفا بالصناعة السينيماتوغرافية: بشير يوسف سحايري
- كاتبا للدولة مكلفا بالإنتاج الثقافي: سليم دادة
- كاتبا للدولة مكلفا برياضة النخبة: نور الدين مرسلي

الأمناء
الأمين العام للحكومة: يحيى بوخاري

## تحليلات
أعلن محند أوسعيد عن تشكيل الحكومة في 2 يناير 2020 على شاشة التليفزيون الأولى. وهي تتضمن خمسة وزراء المنتهية ولايتهم، بالإضافة إلى 6 وزراء في عهد بوتفليقة، ووزير يبلغ من العمر 26 عامًا مسؤول عن الشركات الناشئة، ولأول مرة أيضًا ، وإلغاء منصب نائب وزير الدفاع. يستثأر المجتمع المدني، ولا سيما الأكاديميون، إلى حد كبير في تكوين الحكومة بعشرة مناصب؛ حتى عضو جبهة المستقبل والذي انتقد علانية رئيس الوزراء السابق أحمد أويحيى بقوله له إن الشعب يعارض ترشيح عبد العزيز بوتفليقة في فبراير 2019، كان له مقعد في هذه الحكومة. من بين أعضاء هذه الحكومة وزراء سابقين في عهد بوتفليقة والذين غالبًا ما فُصلوا وهُمشوا بطريقة أو بأخرى ومثال ذلك فاروق شيالي المسؤول عن الأشغال العامومية والنقل، الذي نُسب فصله إلى علي حداد في وقت سابق. عينت الحكومة خمس نساء؛ من بينهم، بسمة عزوار، وزيرة العلاقات مع البرلمان، والتي ترتدي الحجاب الإسلامي، وهو حدث غير مسبوق في البلاد.

## وصلات خارجية
- الموقع الإلكتروني للحكومة الجزائرية